# 赴戰嶺站
赴戰嶺站（韓語：부전령역）是朝鮮民主主義人民共和國咸鏡南道赴战郡的一個鐵路車站，属于新兴线。

## 邻近车站
新兴线
松興站 - 赴戰嶺站 - 咸地院站